# ライオンスペシャル '83クリスマスキャロル 聖夜だヨ!120分
『ライオンスペシャル '83クリスマスキャロル 聖夜だヨ!120分』（ライオンスペシャル '83クリスマスキャロル イヴだヨ!120ぷん）は、1983年12月24日から同年12月25日までのTBS系列深夜に放送された特別番組（深夜番組 / バラエティ番組）。ライオンの一社提供。

## 概要
スタジオを中心に多元中継でおくるクリスマス特別番組。バラエティーショー形式で加山雄三らがクリスマス・ソングを歌いつづる。また、ドリフターズのメンバーが都内のクリスマスの様子などを紹介する。
ライオンが筆頭提供を務める『8時だョ!全員集合』のザ・ドリフターズがメインを担当する、当時のドリフ番組やライオン提供番組では珍しい深夜番組。またライオンのCM出演者がゲスト出演した。

## 放送時間
- 土曜23:15 - 日曜1:09（JST）

23:15の『JNNスポーツデスク』、23:35の『カルフォルニアの風』、23:40の『ああ言えば交遊録』、0:10の映画枠は全て休止。

## 出演者

### 司会者
- ザ・ドリフターズ
- 中井貴恵 - 「クリニカライオン」CMに出演。
- 斉藤慶子 - 「ビトイーンライオン」CMに出演。
- 荒井注[2]

### ゲスト
| 出演者                                | 担当CM                                                |
| ------------------------------------- | ----------------------------------------------------- |
| 七代目尾上菊五郎 寺島純子（現：富司） | ホワイトアンドホワイトライオン                        |
| 加山雄三                              | デンターTライオン                                     |
| 関口宏                                | スマイルシリーズ                                      |
| 浅茅陽子                              | シャキット                                            |
| 真屋順子                              | ママレモン                                            |
| 赤木春恵                              | レディーナ                                            |
| 渡辺篤史                              | ハイテクト                                            |
| 東八郎                                | アクロン                                              |
| 岩井友見                              |                                                       |
| 金子信雄                              | ママクリスタ                                          |
| 岸本加世子                            | エチケットαライオン                                   |
| 市毛良枝                              | レディーナ                                            |
| 浜美枝                                | トップシリーズ                                        |
| 柏原芳恵                              | バネットライオン                                      |
| 小泉今日子                            | エメロンエチケットシャンプー エメロンエチケットリンス |
| 泰葉                                  |                                                       |
| 田中美佐子                            | 植物派のJONA                                          |
| 秋本いずみ                            |                                                       |
| 田辺よしのぶ                          |                                                       |
| 佐藤遙子                              |                                                       |

※尾上菊五郎・寺島純子一家は、この年から江原真二郎・中原ひとみ一家に代わって「ホワイトアンドホワイトライオン」のCMを担当した。なおCMには長女・寺嶋忍（現：寺島しのぶ。当時11歳）と長男・寺嶋和康（後の五代目尾上菊之助。現：八代目尾上菊五郎。当時6歳）も出演していたが、労働基準法のため当番組には出演しなかった。
※佐藤遙子はライオン前半提供の『モーニングジャンボ奥さま8時半です』の生CMを担当。

## 備考
- 当番組が放送されたのは土曜日なので、通常は生放送の『全員集合』も放送されたが、ドリフは当番組に専念するため、この日放送された『全員集合』は日本青年館からの収録だった。